# Diores setosus
Diores setosus är en spindelart som beskrevs av Tucker 1920. Diores setosus ingår i släktet Diores och familjen Zodariidae. Inga underarter finns listade i Catalogue of Life.